# Badminton-Junioreneuropameisterschaft 2003
Die Badminton-Junioreneuropameisterschaft 2003 fand vom 12. bis zum 19. April 2003 in Esbjerg statt.

## Medaillengewinner
| Disziplin    | Gold                                    | Silber                          | Bronze                           |
| ------------ | --------------------------------------- | ------------------------------- | -------------------------------- |
| Herreneinzel | Marc Zwiebler                           | Rune Ulsing                     | Ville Lång                       |
| Herreneinzel | Marc Zwiebler                           | Rune Ulsing                     | Rafał Hawel                      |
| Dameneinzel  | Larisa Griga                            | Nanna Brosolat Jensen           | Maria Väisänen                   |
| Dameneinzel  | Larisa Griga                            | Nanna Brosolat Jensen           | Jenny Day                        |
| Herrendoppel | Mikkel Delbo Larsen Martin Bille Larsen | Søren Frandsen Mads Hallas      | Ivan Baboshin Anton Nazarenko    |
| Herrendoppel | Mikkel Delbo Larsen Martin Bille Larsen | Søren Frandsen Mads Hallas      | Ruud Bosch Dave Khodabux         |
| Damendoppel  | Nina Vislova Valeria Sorokina           | Thérèse Nawrath Birgit Overzier | Olga Kozlova Anastasia Kudinova  |
| Damendoppel  | Nina Vislova Valeria Sorokina           | Thérèse Nawrath Birgit Overzier | Carola Bott Karin Schnaase       |
| Mixed        | Marc Zwiebler Birgit Overzier           | Dmitri Pankov Nina Vislova      | Anton Nazarenko Valeria Sorokina |
| Mixed        | Marc Zwiebler Birgit Overzier           | Dmitri Pankov Nina Vislova      | Jacob Chemnitz Mille Pjedsted    |
| Mannschaft   | Deutschland                             | Dänemark                        | Russland                         |

## Finalergebnisse
| Disziplin    | Sieger                                  | Finalist                        | Ergebnis          |
| ------------ | --------------------------------------- | ------------------------------- | ----------------- |
| Herreneinzel | Marc Zwiebler                           | Rune Ulsing                     | 15-12, 15-10      |
| Dameneinzel  | Larisa Griga                            | Nanna Brosolat Jensen           | 11-9, 11-9        |
| Herrendoppel | Mikkel Delbo Larsen Martin Bille Larsen | Søren Frandsen Mads Hallas      | 6-15, 15-6, 15-11 |
| Damendoppel  | Nina Vislova Valeria Sorokina           | Thérèse Nawrath Birgit Overzier | 5-11, 11-5, 11-0  |
| Mixed        | Marc Zwiebler Birgit Overzier           | Dmitri Pankov Nina Vislova      | 11-7, 11-1        |

## Mannschaften

### Endstand
- 1.  Deutschland
- 2.  Dänemark
- 3.  Russland
- 4.  Finnland
- 5.  Niederlande
- 6.  England
- 7.  Schweden
- 8.  Polen
- 9.  Bulgarien
- 10.  Schottland
- 11.  Slowenien
- 12.  Ukraine
- 13.  Frankreich
- 14.  Belgien
- 15.  Estland
- 16.  Rumänien